# Ester Workel
Ester Workel (Haaksbergen, 18 maart 1975) is een Nederlands roeister. Ze vertegenwoordigde Nederland tweemaal op de Olympische Spelen als stuurvrouw op het roeionderdeel acht met stuurvrouw.
Op de spelen van 2004 behaalde zij met de vrouwenacht een bronzen medaille. Vier jaar later op de Olympische Spelen van Peking vertegenwoordigde ze Nederland voor de tweede maal deel bij de vrouwenacht. Daar won ze zilver. 
Ze woont in Oosterbeek en is lid van de Amsterdamse roeivereniging Willem III.

## Titels
- Nederlands kampioene (Acht met stuurman) - 2005, 2006

## Palmares

### Dames acht
- 2001: 8e WK in Luzern - 6.20,80
- 2004:  OS in Athene - 6.19,85
- 2005:  WK in Gifu - 5.59,61
- 2007: 7e WK in München - 6.14,57
- 2008:  OS in Beijing - 6.07,22

## Studievereniging Communiqué
Gedurende haar studie Toegepaste Communicatiewetenschap (tegenwoordig Communication Science) aan de Universiteit Twente heeft Ester Workel, samen met vijf anderen, Studievereniging Communiqué opgericht. Workel was in 1994-1995 voorzitter van het oprichtingsbestuur.
Hurnet Dekkers · 
Annemiek de Haan · 
Nienke Hommes · 
Annemarieke van Rumpt · 
Sarah Siegelaar · 
Marlies Smulders · 
Helen Tanger · 
Froukje Wegman · 
Ester Workel (stuurvrouw)
Femke Dekker · 
Annemiek de Haan · 
Nienke Kingma · 
Roline Repelaer van Driel · 
Annemarieke van Rumpt · 
Sarah Siegelaar · 
Marlies Smulders · 
Helen Tanger · 
Ester Workel (stuurvrouw)